# Frater van Gemertschool
De Frater van Gemertschool in Tilburg is een school voor Voortgezet Onderwijs, die deel uitmaakt van de Onderwijsgroep Tilburg. Er wordt lesgegeven aan circa 330 leerlingen in de leeftijd van 12 - 18 jaar die extra begeleiding nodig hebben. De klassen bevatten gemiddeld 15 leerlingen.
Voor het havo-onderwijs aan leerlingen met een stoornis in het autistisch spectrum, is de Frater van Gemertschool sinds 2012 een nevenvestiging van het Theresialyceum.

## Geschiedenis
De school draagt de naam van de in 1977 overleden frater Ermericus van Gemert. De school werd in 1969 opgericht, en begon met 24 leerlingen. De Frater van Gemertschool is sinds augustus 2011 zelfstandig binnen de Onderwijsgroep Tilburg. De school heeft bestaan tot 1 augustus 2018.

## Locaties
- tot 1985: Wandelboslaan, Tilburg
- 1985 tot 2000: Visitandinenstraat, Tilburg[2]
- 2000 tot 2009: Reitse Hoevenstraat, Tilburg[3]
- 2009 tot 2018: Schout Backstraat 37, Tilburg